# Teofil Sałyga
Teofil Sałyga (* 21. Januar 1923 in Łódź; † 23. Oktober 2001 ebenda) war ein polnischer Radrennfahrer und nationaler Meister im Radsport.

## Sportliche Laufbahn
Sałyga war im Straßenradsport und im Bahnradsport aktiv. 1947 und 1948 gewann er die nationale Meisterschaft in der Mannschaftsverfolgung. 1950 wurde er Vizemeister im Straßenrennen hinter Wacław Wójcik, 1952 hinter Stanisław Królak. 1951 und 1952 wurde er Dritter der Meisterschaft im Mannschaftszeitfahren. Die Internationale Friedensfahrt bestritt er dreimal. 1948 beendete er das Rennen auf dem Kurs von Prag nach Warschau nicht, 1949 wurde er 9. und 1950 26. der Gesamtwertung. In der Polen-Rundfahrt wurde er 1949 25. und 1952 12.
Am 14. Juli 1951 stellte er mehrere Weltrekorde auf, unter anderem über 12 Stunden mit 405,662 gefahrenen Kilometern. Die Rekorde wurden allerdings von der Union Cycliste Internationale (UCI) nicht anerkannt, da die Protokolle vom polnischen Radsportverband zu spät eingereicht wurden. Er startete für den Verein Tramwajarz Łódź, später für Społem Łódź.

## Berufliches
Sałyga wurde Trainer im Radsport und betreute unter anderem Jan Kudra, Wacław Latocha und Mieczysław Nowicki.